# Kaskinen
Kaskinen este o comună din Finlanda.